# Keiskamma River

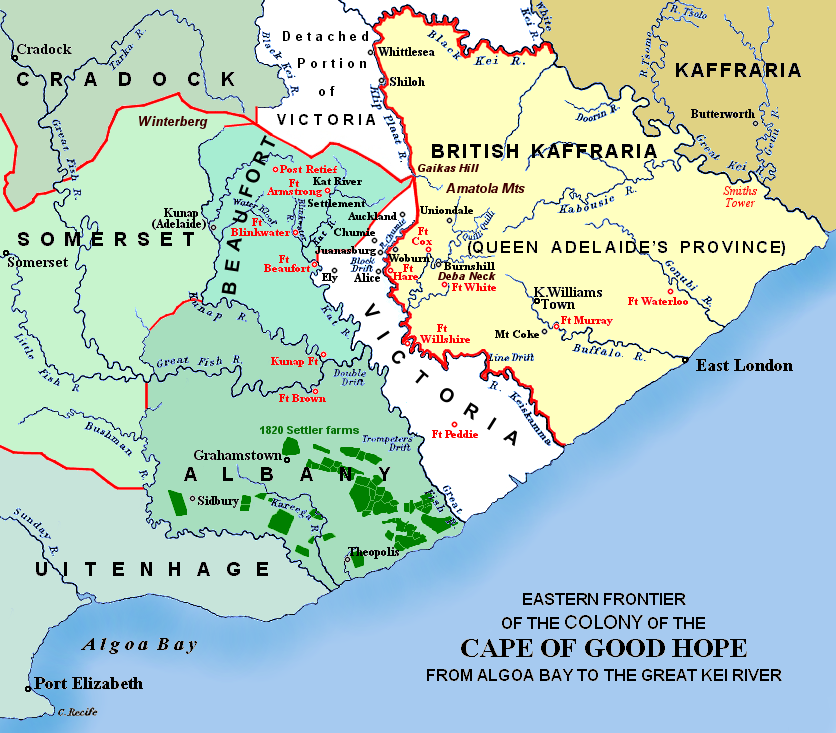
Karte der Grenzstrukturen in der 1. Hälfte des 19. Jahrhunderts

Der Keiskamma (englisch Keiskamma River, afrik. Keiskammarivier) ist ein Fluss in der südafrikanischen Provinz Eastern Cape. Er ist etwa 263 Kilometer lang und besitzt ein Einzugsgebiet von 2745 Quadratkilometern. Er entspringt an der südwestlichen Flanke des Mount Thomas und unweit des Dontsa-Passes in den Amathole-Bergen. Seine Mündung befindet sich bei der Ortschaft Hamburg am Indischen Ozean.

## Verlauf
In seinem Oberlauf, nördlich der Ortschaft Keiskammahoek, wird er von mehreren kleineren Wasserläufen gespeist. Das sind die kleinen Flüsse uMnyamana, Cata, Nxalawa, Nqolo, Ndlovini und Gwiligwili.
Drei Wasserstauanlagen im Einzugsgebiet seines Oberlaufes dienen der Trinkwasserversorgung für die unmittelbare und weitere Region. Es handelt sich um den Mnyameni Dam am uMnyamana, den Cata Dam im Wasserlauf Cata sowie den Sandili Dam an der Einmündung des Wolf River in den Keiskamma River. Die Wassergewinnung und -aufbereitung erfolgt durch den Staatsbetrieb Amatola Water.
Sein Quellgebiet und oberes Einzugsgebiet ist hauptsächlich von paläozoischen Gesteinen geprägt. Es sind dies Sandsteine, Tonschiefer und graue schluffartige Gesteine der Balfour-Formation innerhalb der Beaufort-Gruppe. Bis in die Nähe der Siedlung Burnshill durchfließt der Keiskamma das nach Süden sich absenkende Gebiet der Amathole-Berge. Wenige Kilometer flussabwärts, bei Middledrift, durchquert sein Lauf eine breite flache Ebene, in der er südlich dieser Ortschaft den Tyhume River aufnimmt. In der flachwelligen Landschaft bei Middledrift und flussabwärts im Mittellauf herrschen nur noch Schluffgesteine neben Sandsteinen vor, beide aus der Middleton-Formation des Oberen Perms. Hier befindet sich in seinem rechten Nebenfluss Debe zwischen dem Eisenbahnhaltepunkt Willmerton und der Siedlung Newtown ein weiteres Wasserreservoir, der Debe Dam.
Hier bildet der Keiskamma im Ökosystem der östlichen Karoo eine wichtige Wasserquelle.
Im Unterlauf windet sich der Keiskamma durch eine Landschaft, die von buschlandartigen Vegetationsformen gekennzeichnet ist und an zahlreichen Stellen durch seinen Verlauf stärker eingeschnitten wird. Diese Region ist nur sehr gering besiedelt. Im Mündungsbereich flacht das Geländerelief etwas ab und er ergießt sich ohne Delta, aber mit einer großen Windung und einer erheblichen Sandbank in den Indischen Ozean. Hier befinden sich weitgehend menschenleere Sandstrände.

## Hydrologie
Die Abflussmenge des Keiskamma River wurde am Pegel Farm 7, bei dem größten Teil des Einzugsgebietes, über die Jahre 1969 bis 2021 in m³/s gemessen.

## Nutzungsformen im Einzugsgebiet
Etwa 11 Prozent seines Einzugsgebietes werden als landwirtschaftliche Nutzfläche durch kleine Farmen und die Forstwirtschaft genutzt. Nur 5 Prozent sind besiedeltes Land und 27 Prozent bestehen aus Flächen, die von Erosion bedroht sind. Den Hauptteil seines Einzugsbereiches bilden vom Menschen nur gering veränderte Gebiete aus savannenartigem Grasland, Buschland mit Sträuchern und Bäumen sowie im Gebirge ausgedehnte Waldareale.

## Geschichte
Der Keiskamma River war im 19. Jahrhundert die Grenze zwischen dem Distrikt Victoria der Kapkolonie und dem Gebiet von Britisch-Kaffraria. Nach dem Zweiten Grenzkrieg bildete der Fluss zusammen mit dem Tyhume River auf Grund eines zwischen den Briten und den Xhosa getroffenen Vereinbarung die östliche Grenze eines neutralen Gebietes. Unweit von Middledrift lag in einer Flusskrümmung das Fort Cox.